# Banque Cramer & Cie
Banque Cramer & Cie SA — швейцарский частный банк, специализирующийся на управлении активами. Штаб-квартира находится в Женеве.
В банке работает около 50 человек, которые управляют клиентскими активами на сумму 1,3 миллиарда швейцарских франков. Помимо штаб-квартиры в Женеве, у банка есть ещё один офис в Лугано. Banque Cramer & Cie полностью принадлежит базирующейся в Женеве компании Norinvest Holding SA (нем.), которая также владеет контрольным пакетом акций компании Golay-Buchel Holding S.A. (нем.)

## История
Компания основана в 1931 году Франсуа Крамером как компания по управлению активами под названием Cramer & Wagnière, а позже переименована в Cramer & Cie. Франсуа Крамер происходил из семьи Крамеров, которая жила в Женеве с 1634 года, и к которой принадлежали, среди прочих, несколько банкиров.
В 2002 году компания объединилась с CFN Compagnie Financière Norinvest и стала акционерной обществом. В марте 2003 года Федеральная банковская комиссия Швейцарии (нем.) предоставила Cramer & Cie SA лицензию на деятельность в качестве банка.
1 января 2010 года объединён с банком Banque de Patrimoines Privés Genève BPG SA (нем.), который уже ранее на 100 % также принадлежал Norinvest Holding SA.